# Колісник Микола Дмитрович
Колісник Микола Дмитрович (22 травня 1954 року) — український політик.
Колишній народний депутат України.
Народився 22 травня 1954 (с.Ганнівка, Петрівський р-н, Кіровоградської області).

## Освіта
Криворізький гірничий ін-т (1984), гірн. інженер, "Технологія та комплексна механізація відкритої розробки родовищ корисних копалин".
03.2006 канд. в нар. деп. України від Партії "Відродження", № 12 в списку.
Народний депутат України 4 скликання 04.2002-04.06, виборчий округ N 34, Дніпроп. обл., самовисування. За 26.24%, 12 суперн. На час виборів: ген. дир. ВАТ "Північний ГЗК" (м.Кривий Ріг), член НДП. Чл. фракції "Єдина Україна" (05.-06.2002), член групи "Демократичні ініціативи" (06.2002-05.2004), член групи "Демократичні ініціативи Народовладдя" (05.-09.2004), чл. фракції партії "Єдина Україна" (09.2004-10.2005), чл. групи "Довіра народу" (10.-12.2005), член політичної партії "Відродження" (з 12.2005). Член Комітету з питань промислової політики та підприємництва (з 06.2002)
- 1971-1974 - учень, Тернівський індустр. тех-м Дніпроп. обл.; електрик, Снятинський з-д залізобетонних виробів Івано-Фр. обл.
- 1974-1976 - служба в армії.
- 1976-1983 - електрослюсар з ремонту обладнання рудозбагачувальної фабрики № 2, 1983-1984 - секретар ком-ту комсомолу, Північний гірничозбагачувальний комбінат, місто Кривий Ріг.
- 1984-1987 - заст. нач., нач. екскаваторної дільниці Ганнівського кар'єру, 1987-1989 - заст. нач. виробничого відділу, Північний гірничозбагачувальний комбінат.
- 1989-1997 - нач. Ганнівського кар'єру, заст. ген. директора з виробництва - нач. виробничого відділу, Північний гірничозбагачувальний комбінат.
- 1997-2002 - директор з виробництва, голова правл., генеральний директор ВАТ «Північний гірничо-збагачувальний комбінат».

Почесна грамота КМ України (12.2003). Заслужений працівник промисловості України (05.2004).
Чл. НДП (до 07.2004), чл. Політради НДП (з 12.2002).